# Lijst van olympische medaillewinnaars surfen
Surfen is een olympische sport, die op de Olympische Spelen wordt beoefend. Deze pagina geeft de lijst van olympische medaillewinnaars in deze sport.

## Medaillewinnaars

### Mannen
| Editie | Goud | Goud           | Zilver | Zilver         | Brons | Brons          |
| ------ | ---- | -------------- | ------ | -------------- | ----- | -------------- |
| 2020   | BRA  | Ítalo Ferreira | JPN    | Kanoa Igarashi | AUS   | Owen Wright    |
| 2024   | FRA  | Kauli Vaast    | AUS    | Jack Robinson  | BRA   | Gabriel Medina |

| Land | Goud | Zilver | Brons |
| ---- | ---- | ------ | ----- |
| BRA  | 1    | 0      | 1     |
| FRA  | 1    | 0      | 0     |
| AUS  | 0    | 1      | 1     |
| JPN  | 0    | 1      | 0     |

### Vrouwen
| Editie | Goud | Goud           | Zilver | Zilver              | Brons | Brons         |
| ------ | ---- | -------------- | ------ | ------------------- | ----- | ------------- |
| 2020   | USA  | Carissa Moore  | RSA    | Bianca Buitendag    | JPN   | Amuro Tsuzuki |
| 2024   | USA  | Caroline Marks | BRA    | Tatiana Weston-Webb | FRA   | Johanne Defay |

| Land | Goud | Zilver | Brons |
| ---- | ---- | ------ | ----- |
| USA  | 2    | 0      | 0     |
| BRA  | 0    | 1      | 0     |
| RSA  | 0    | 1      | 0     |
| FRA  | 0    | 0      | 1     |
| JPN  | 0    | 0      | 1     |

Tokio 2020 ·
Parijs 2024 ·
Los Angeles 2028
Medaillewinnaars